# Bellinzona várai
A Bellinzona várai összefoglaló név (olaszul I tre castelli) a svájci Ticino kanton székhelyén, Bellinzonában található három várat, a városvédő falat és bástyát jelenti. A három vár a középkori katonai építészet egyetlen megmaradt példája az Alpok térségében. Az épületek az erődépítészet mesterművei és legjelentősebb alkotásai Svájcban. Az UNESCO Világörökség Bizottsága, a 2000. november 27. – december 2. között, Cairnsben (Ausztrália) tartott 24. ülésén Bellinzona várait felvette a világörökségi listára.
Bellinzona völgyszűkületében számos útvonal fut össze: a forgalom számára kiépített átjárók mellett – mint a Nufenen-, Szent Gotthárd-, Lukmanier- és Nagy Szent Bernát-hágó – korábban a Greinán, valamint Domodossola–Centovalli–San Jorio–Veltlin nyugat-keleti útvonalon is sűrű lovas, gyalogos és málhás forgalom volt. Ezek az útvonalak egyetlen, néhány kilométer hosszúságú úttá fonódtak össze Bellinzonánál, majd elhagyva a várost ismét elágaztak, hogy különböző módon – szárazföldön vagy vízen – érjék el a lombardiai Pó-síkságot. A terület stratégiai jelentősége egyértelmű volt, a topográfiai adottságok pedig kedvezőek voltak egy erődítményrendszer létrehozásához. Aki ellenőrzése alatt tartotta a völgyet, az uralni tudta az áthaladó áruforgalmat, illetve a kereskedelmet és ezzel nagy befolyással bírt a történelem alakulására.

## Történelem

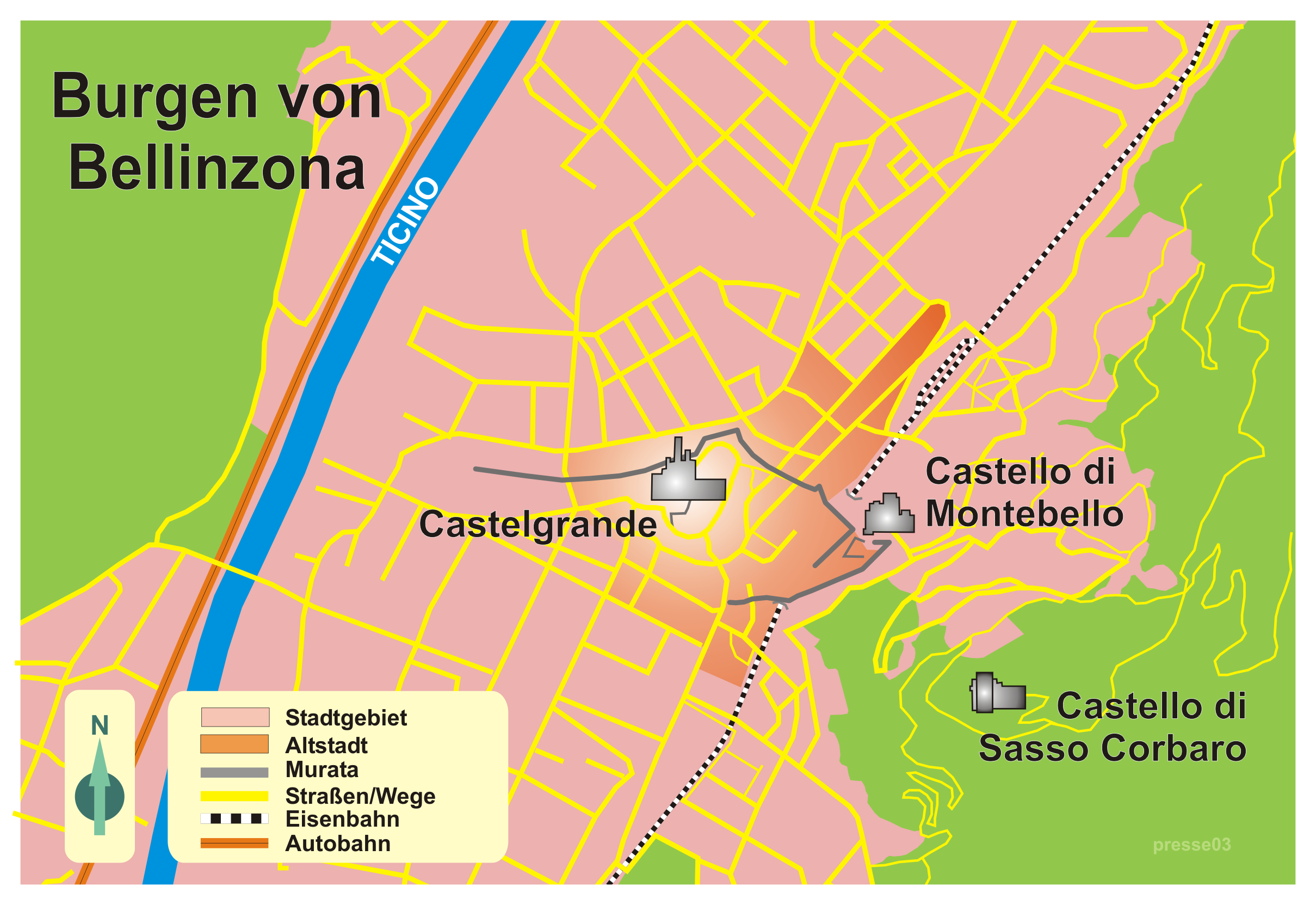
A várak elhelyezkedése Bellinzonában

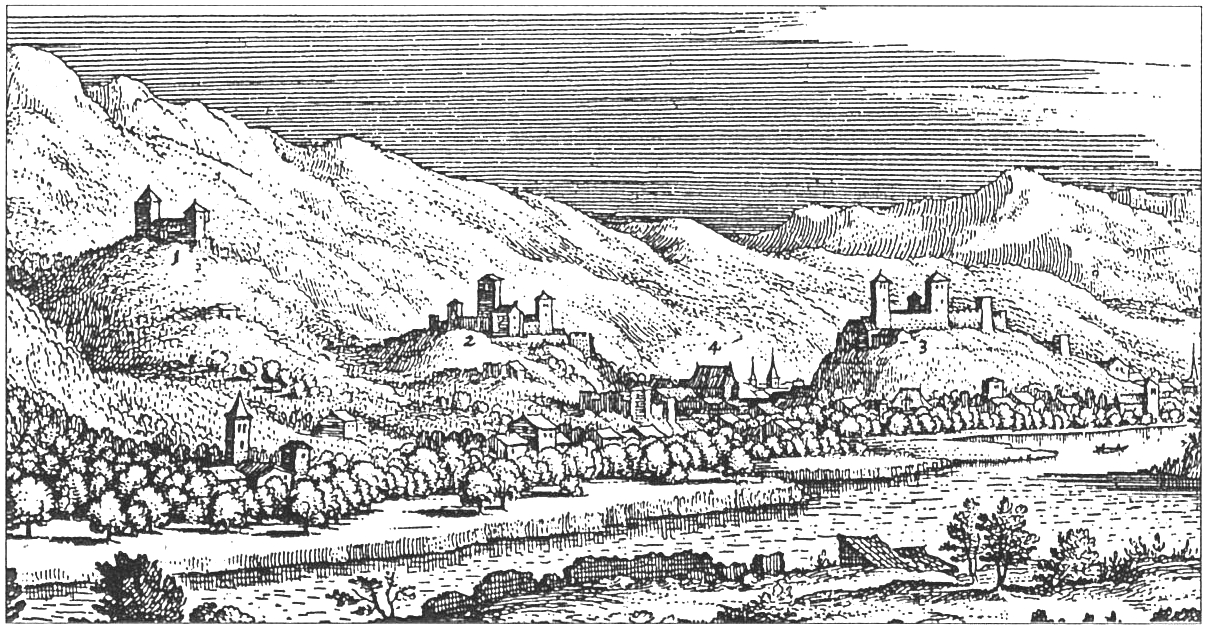
A három vár a Merian-krónikában, 1654

Bellinzona térsége egészen az i. e. 4. évezredtől lakott terület: a mai Castelgrande sziklás dombján talált kőkorszaki, bronzkori és vaskori települések leletei is ezt bizonyítják.
A római korban, Augustus császár uralkodása idején, az Alpok térsége a hadjáratok során a Római Birodalomhoz került, Raetiát i. e. 1615-ben hódították meg. A mai Castelgrande területén egy római várat építettek a támadások bázisául. A 4. századtól folyamatosan bővítették és az évek során a Castelgrande dombjain erős védelmi rendszer alakult ki, amely szükség esetén két egész cohors (kb. 1000 fős sereg) befogadására is alkalmas volt. Longobárdok, frankok és a kora középkori német urak is használták, saját igényeik szerint, valamint katonai szempontok alapján ki- és átépítették a várat. 1002–1004 között a comói püspök rezidenciája volt.
A 13. század elején megnyílt a Gotthárd-út, és ezzel jelentősen nőtt Bellinzona stratégiai jelentősége. Sokáig bevehetetlen erődként tartották számon, és az évszázadok során fontos szerepet játszott az észak felé irányuló támadásokban, illetve a milánói uralkodók ellentámadásaiban. 1340-ben – hosszú harcok után – Bellinzona Milánó másfél évszázados uralma alá került.
1400 körül kezdetét vette a Milánó és az északi szövetséges kantonok közötti harc. A 15. század folyamán számos sikertelen kísérlet történt Bellinzona visszaszerzésére: 1403-ban Albert von Sax foglalta el a várost, 1419-ben a várak rövid időre Uri és Obwalden kezébe kerültek, de később a svájci szövetségesek Arbedónál súlyos vereséget szenvedtek 1422. június 30-án. Jóllehet a giornicói csatában győzelmet arattak, a város továbbra sem lett az övék. Az uriak és szövetségeseik terjeszkedési vágyával és támadásaival szemben Milánó katonai és védelmi intézkedéseit Bellinzonára összpontosította: a 15. század folyamán a régi erődöket szinte bevehetetlen völgyzárrá építették ki. 1400 körül a keleti hegyoldal egyik magaslatán tornyot építettek, ami a későbbi Castello di Sasso Corbaro magja lett. Egy természetes sziklahát kihasználásával megpróbáltak védőfalat építeni egészen a Ticino folyón túlig, a nyugati hegyoldalon. Megerősítették a Castelgrande és a Castello di Montebellót is. A Castelgrandétól nyugatra lévő falat (Murata) teljesen újjáépítették, a Sasso Corbarón erős vár épült; megerősítettek és megmagasítottak minden városfalat.
1503-ban az aronai szerződésben Franciaország és Milánó elismerte a szövetséges kantonok tulajdonjogát Bellinzona felett. A város Uri, Schwyz és Nidwalden kanton uralma alá került, és egészen 1798-ig, a régi szövetség grófsága volt. A békeszerződés aláírásával az erődrendszer elveszítette jelentőségét, és a várakat az enyészet kerítette hatalmába. Az 1803-ban létrejött Ticino kanton tulajdonába kerültek a várak. A Castelgrandét 1813-tól fegyvertárként, kb. 1820-tól börtönként használták. Montebello és Sasso Corbaro az 1900-as évek elejére teljesen lepusztult. 1920 és 1955 között került sor az első jelentős felújítási munkákra, ami 1992-ben Castelgrande teljes restaurálásával ért véget.

## Castelgrande

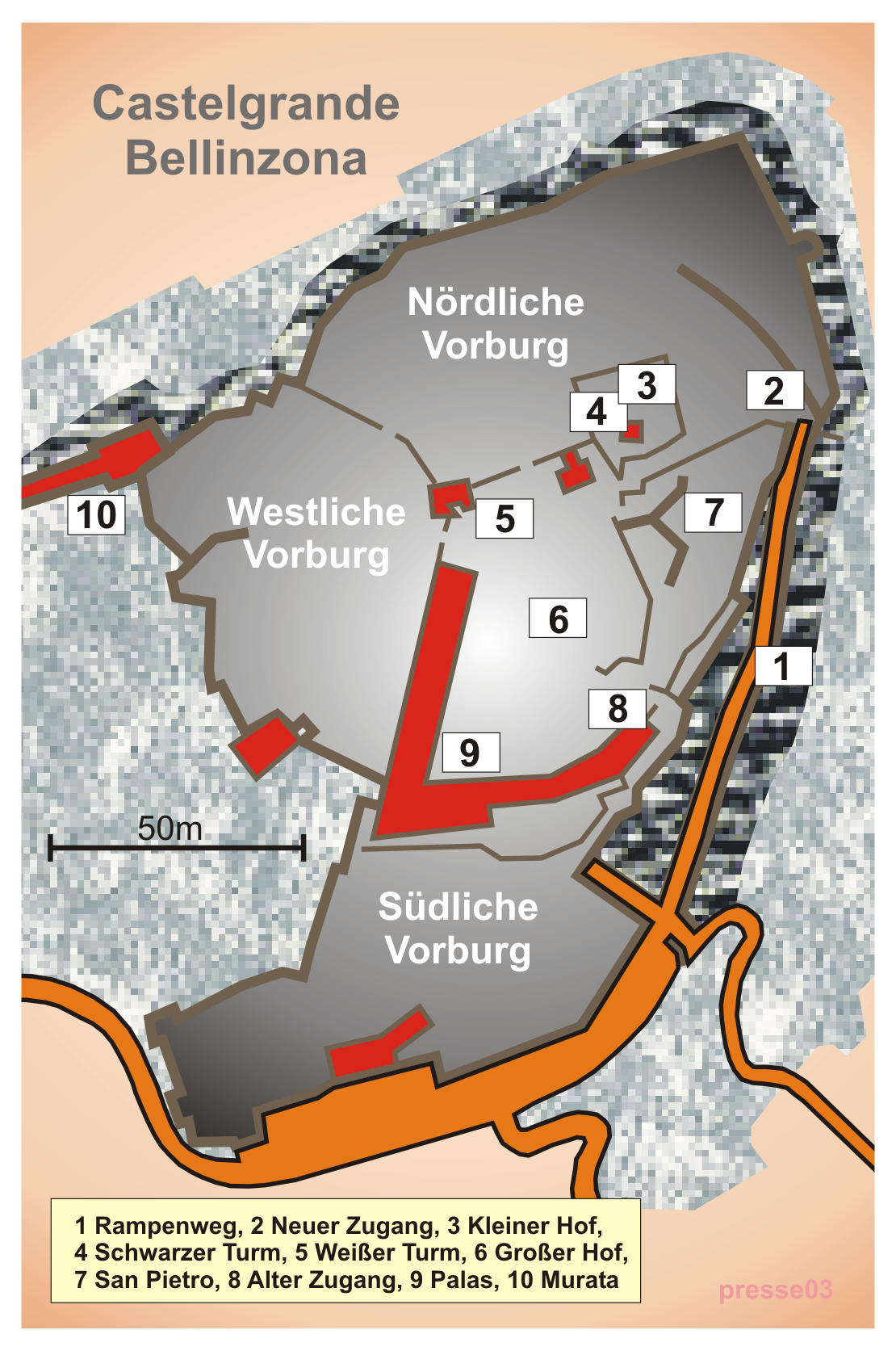
Castelgrande térképe

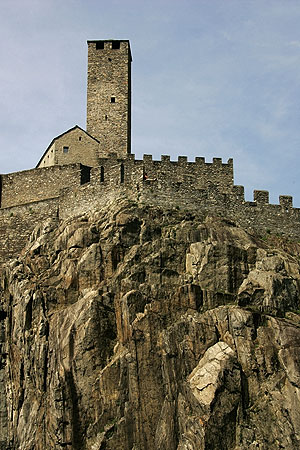
Castelgrande fehér tornya

A Castelgrande hatalmas sziklatömege alkotja Bellinzona völgyzárójának természetes központját. Egészen a 13. századig csak ezen a minden oldalról nehezen megközelíthető dombon volt erődítmény (a középkori írásokban említett bellinzonai vár Castelgrandét jelentette).  A történelem során más nevekkel is illették: a 14–15. században Castello vecchio (régi  vár), 1506-tól Schloss Uri (Uri vára), 1818-tól pedig  Castello San Michele (Szent Mihály-vár) volt a neve.
A település prehisztorikus és római kori történetéről csupán a talajban megmaradt régészeti leletek árulkodnak. Az érett középkorból is keveset őrzött meg a még ma is álló falazat. Az épületek egy része a 19-20. században, többsége 1250 és 1500 között épült: számtalanszor megrongálódott különböző harcok alatt, elhanyagolták, sőt le akarták bontani, majd az évek során mégis többször átépítették, bővítették és megerősítették.
A nagy kiterjedésű dombtetőt – egy teraszos tagolású, 150-200 méter átmérőjű fennsíkot – észak felől egy csaknem függőleges sziklafal védi, és déli irányból is csak nehezen közelíthető meg, néhány meredek természetes lépcsőn. A történelem során a terepadottságokat kihasználva mindig a sziklaperem vonalát követő védelmi rendszert építettek; a késő középkorban épült, még ma is álló várfal nagy része a római várfalak alapzatán áll (1967-ben a déli épületrészen végzett ásatások során bukkantak a bányakőből épült alapzatra).
A várterület belseje szinte üres: sok épületet lebontottak a 15. században, és számos 19. századi fegyverraktárat leromboltak a 20. századi restaurálási munkálatok során.  11-15. századi írásos emlékek és régészeti ásatásokban talált alapzatmaradványok azt bizonyítják, hogy a Castelgrande az érett középkorban külön parcellákra osztott, sűrűn lakott terület volt. Az akkori épületek nagy részét a 15. században a milánói hercegek uralma alatt lebontották és a várfalakon belüli részt három felé osztották, hogy szükség esetén biztosítani tudják nagyobb csapatok ideiglenes elszállásolását is. A milánói hercegek idején a várban végzett munkálatok elsősorban az erődítményrendszer külső részének megerősítésére összpontosultak: a 14-15. században felújították és megmagasították a várfalakat, új, előrehelyezett kettős falrendszert, gyilokjárókat, valamint védőtornyokat építettek és a nyugati szakaszt a muratához csatolták.
A késő középkorban Castelgrande területére a déli oldalról lehetett belépni: először a domb félmagasságában a várfalba épített kapun kellett áthaladni; innen kb. 100 méterre található a várfal elé helyezett, pártázott várfal (merlon), illetve a falazat délkeleti szakaszán lévő, boltíves főkapu, fölötte egy kis masikuli-erkéllyel. Napjainkban a Castelgrande lifttel érhető el legegyszerűbben: a felvonó a várszikla lábánál található piazzetta Mario Della Valle térről közvetlenül a várterület belsejébe vezet.
A Castelgrande belső terét a középen található 28 méter magas szögletes Fekete toronytól (Torre nera) sugarasan szétfutó falazatok osztják három nagy udvarra. Famaradványok kormeghatározása alapján a torony építése a 14. század elejére tehető; a 15. században pedig újabb emeletekkel bővítették. A toronytól keletre a ridotto (vigadó) épületegyüttese emelkedik, amelynek központjában a 27 méter magas Fehér torony (Torre bianca) található. A vékony, szögletes torony a 13. századból származik, az azt határoló ridotto építménye pedig valószínűleg megegyezik a comói püspök palotájával, amiről egy 12. századi okirat tanúskodik.
A vár déli szélét egy hosszúkás, belülről a várfalakhoz simuló épületegyüttes határolja. Az épületeket a 13-15. század folyamán, több részletben, régebbi építmények alapjára emelték. Ezen a szakaszon a várfal is több építési szakaszról árulkodik: szintén a 13-15. században készült a fecskefarok oromfogakkal ellátott két sor; az észak felé derékszögbe hajló épületrész a 19. század végén arzenálként szolgált (1990 óta vendéglátóhely). A déli udvar régészeti áttekintése során prehisztorikus települések nyomai, római kori rétegek és egy középkori kút mellett a késő középkorból származó kőtáblás sírok is felszínre kerültek, amik valószínűleg az egykori San Pietro-templom temetőjéhez tartoztak. A Torre nera és a Torre bianca közötti, a Mihály arkangyalnak szentelt kis kápolna alapjának is megmaradtak részei. Egy további templom romjai ma is láthatók az udvar nyugati szélén.
A megmaradt várfalak azt bizonyítják, hogy az északi udvarban is voltak épületek. Mivel itt a szinte függőlegesen lehajló szikla természetes védelmet nyújtott, csak 14-15. században merült fel egy mellvédként szolgáló fal megépítésének szükségessége.
1982 és 1992 között a Castelgrandét teljes felújították a Mario della Valle Alapítvány nagylelkű adományából. A munkálatokat Aurelio Galfetti svájci olasz építész vezette.
A Castelgrande déli részében múzeumi termek találhatók, ahol megtekinthető a vár - régészeti leletek alapján összeállított – története, valamint a Casa Ghiringhelli mennyezetfestményei, egy külön teremben pedig Bellinzona 16. századból származó pénzverdéje láthatók.

## Castello di Montebello

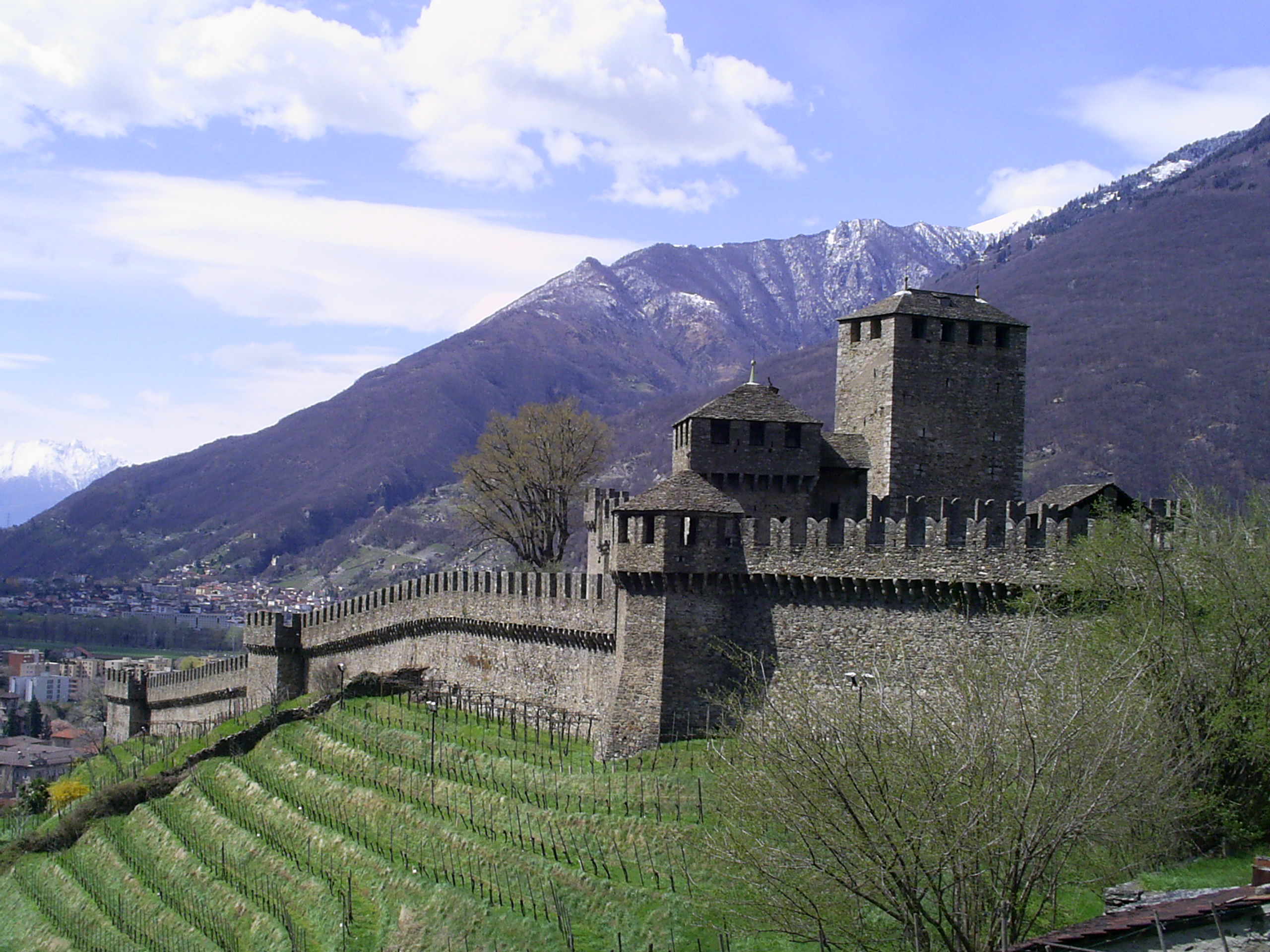
A Castello di Montebello déli oldala az ötszögű védőtoronnyal

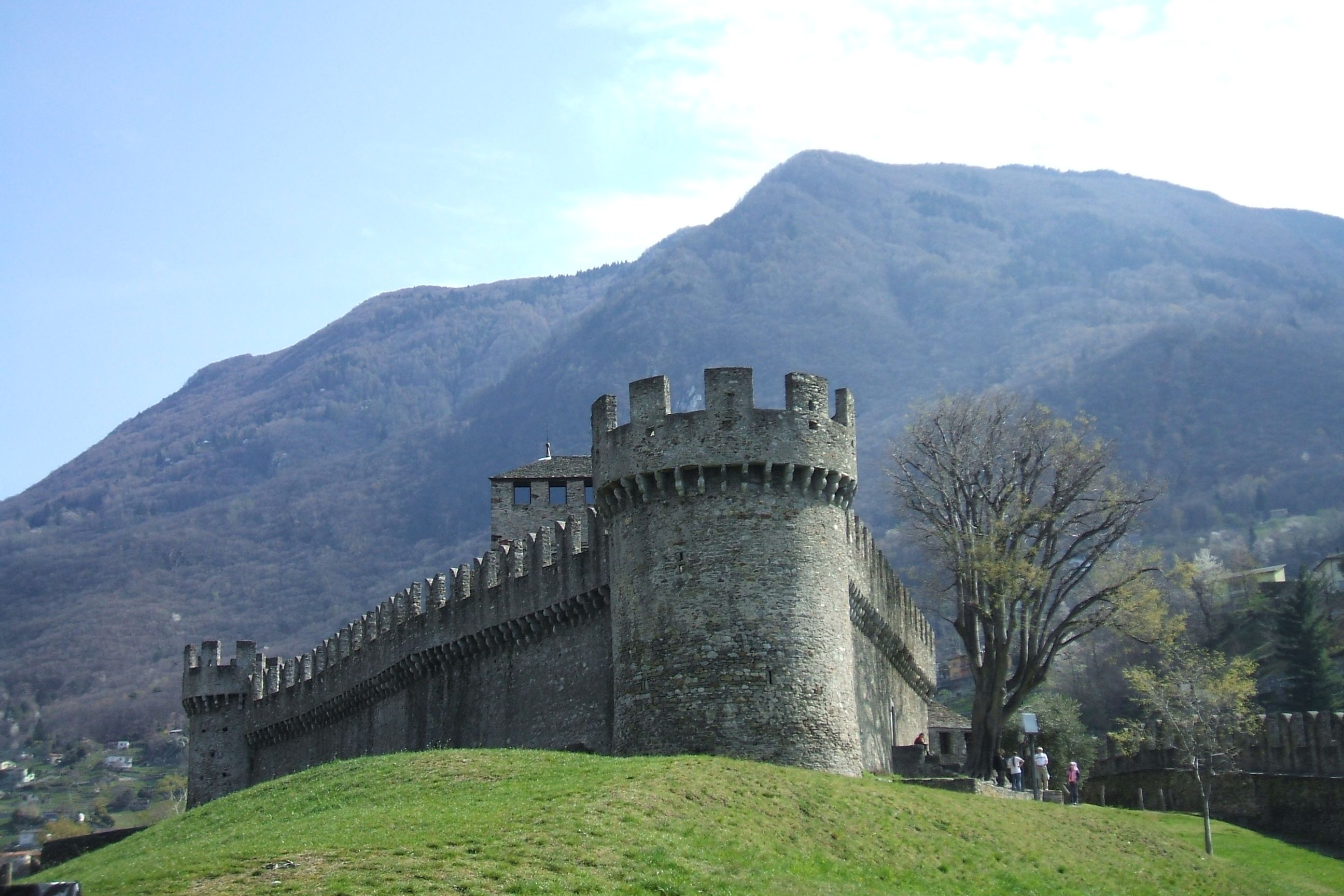
A Castello di Montebello nyugati csücske a befelé nyitott, kerek védőtornnyal

Bellinzona városközpontjától keletre, egy sziklás magaslaton áll a Castello di Montebello épületegyüttese. A 14-15. században Castello piccolo (kis vár) és Castello nuovo (új vár), vagy Castello di Mezzo (közepes vár), 1506-tól Schloss Schwyz (Schwyz vára), 1818 után Castello San Martino (Szent Martin-vár) néven ismerték. Az épületegyüttes egésze a déli alpesi völgyekben gyakran alkalmazott tervek szerint épült várakra hasonlít, amelyekre általában jellemzőek a magas védőfalak, amikhez belülről lakó- és gazdasági épületek simulnak, valamint a nyugati oldalon megvalósított – ma egy nyitott lépcsősoron elérhető – magas bejárat, ami a vár belsejébe vezet. Azt, hogy itt régen laktak, alátámasztják az árnyékszékek és tűzhelyek maradványai, valamint az 1600-ban épült, Mihály arkangyal-kápolna.
A várat a 13. században valószínűleg a befolyásos comói Rusca család építtette – ebből az időből származik a legbelső épületegyüttes, egy szabálytalan, kicsit hosszúkás fal - és mindaddig a birtokukban maradt, amíg a 14. században a Viscontiak birtokába nem jutott. 1462 és 1490 között került sor az épületek első nagyobb kibővítésére és megerősítésére, illetve a vár és egy újabb várvédő fal megépítésére. A rombusz alapterületű erőd tompaszögeinél kapcsolódik az északi-, illetve a déli várvédő falhoz, ami szabálytalan vonalban öleli körül az eredeti épületegyüttest. Az eredeti körfal részei még megvannak - részben a 15. században épült újabb védőfalakban, illetve melléképületekben. Az erődítmény magaslaton áll, és mivel minden oldalról aránylag könnyen megközelíthető, az ellenséges támadások elleni védelemként mély árkokat ástak köré. A régi árok észak felé mellvédben, déli irányban pedig egy ötszögű, hátrafelé nyitott védőtoronyban zárult. A körfal nyugati és északi sarkán egy-egy kerek, befelé nyitott védőtorony áll. A védőfal lőréseit és masikuliait, valamint a tornyokat szakállas puska, nyílpuska és kiskaliberű lövegek használatához tervezték. Montebellót úgy építették meg, hogy háború esetén minden oldalról védhető legyen. A főépület és a külső erődfalak közötti szabad hely csapatok ideiglenes elszállásolására és harci felszerelések tárolására is alkalmas volt.
A 19. században teljesen elhanyagolták, 1900 körül az összeomlás veszélye fenyegette. 1903-tól több javítási munkát hajtottak végre rajta, ami a falazatban az eredetit az újtól elválasztó téglasoron is látható. Az átépítések során valószínűleg eltértek az eredeti építészeti tervektől; az sem kizárt, hogy a főépület északkeleti részén emelkedő „csipkézett” torony és kontyos tető az 1903. évi restaurálás pontatlan rekonstrukciójának eredménye. A 17. századból fennmaradt képek csupán egy befelé lejtő félnyeregtetős, négyszintes épület létezését támasztják alá.
A Montebello központi épületében napjainkban a régészeti gyűjteménynek helyet adó Museo Civico található: a kiállításon ticinói prehisztorikus sírmezők maradványai láthatók. A kiállításhoz a belső termek átépítése 1971–74 között Mario Campi, Franco Pessina és Niki Piazzoli svájci olasz építészek vezetésével történt.

## Castello di Sasso Corbaro

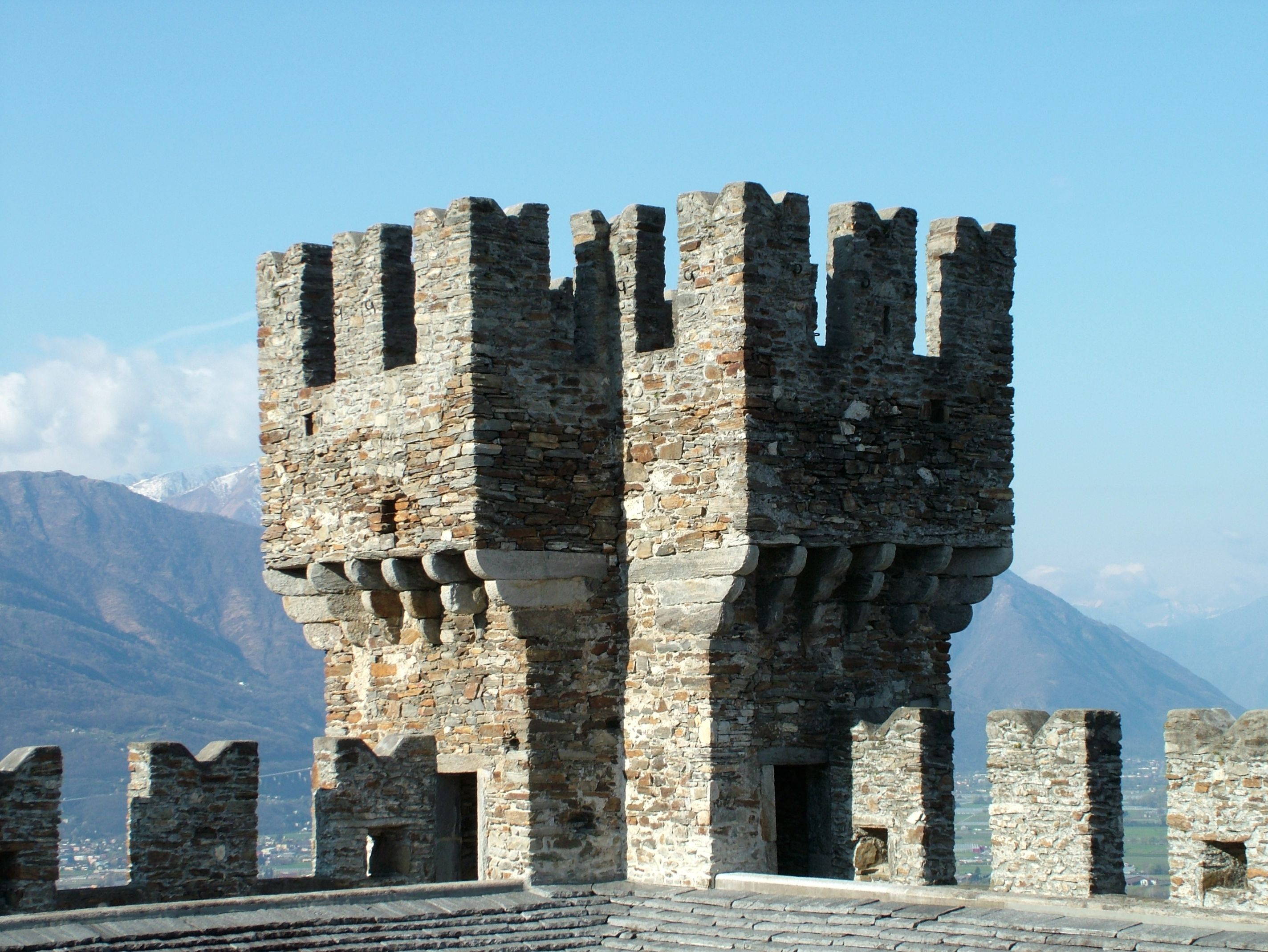
A Castello di Sasso Corbaro tornya

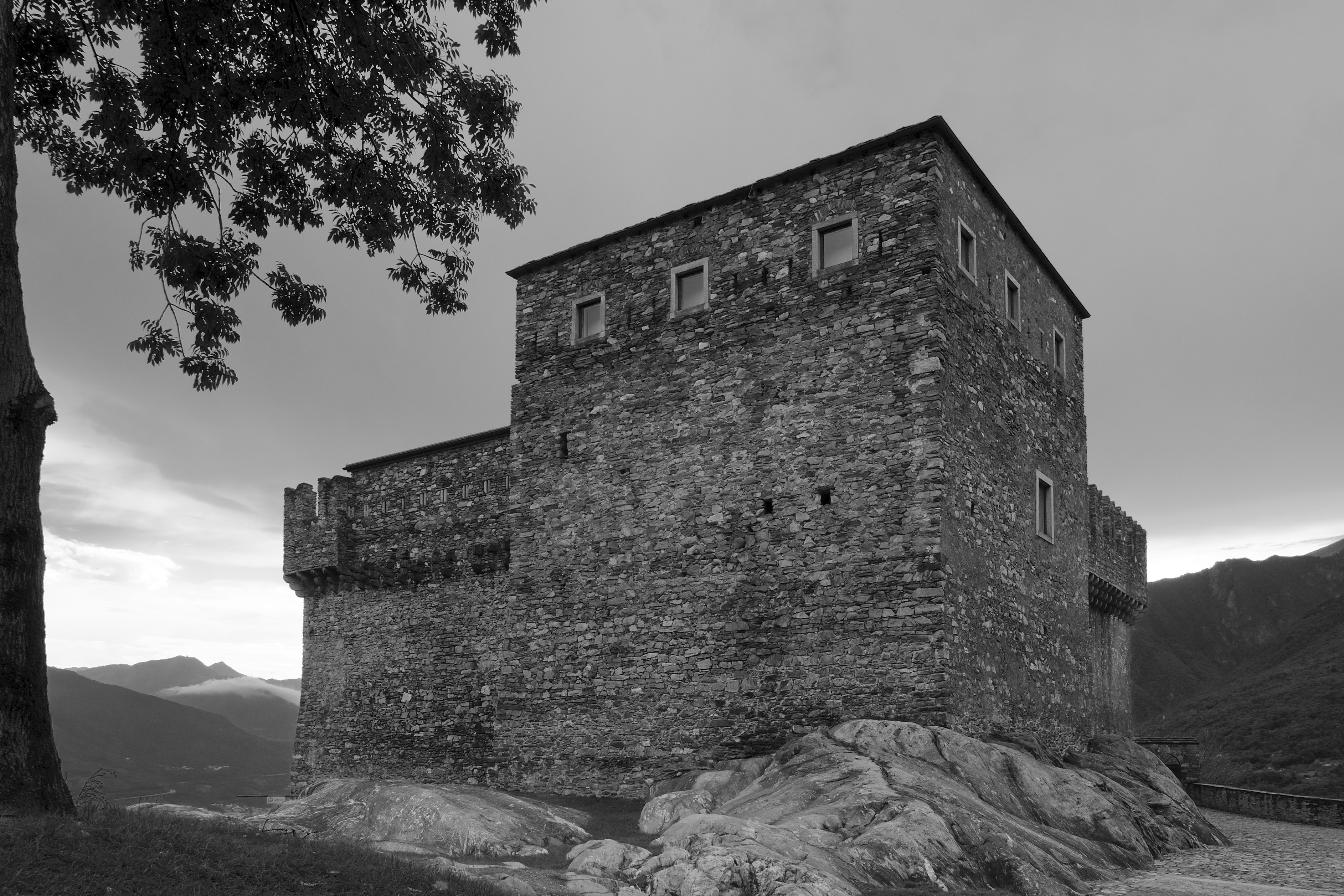
A Castello di Sasso Corbaro lakóépülete

Bellinzonától kb. 600 méterre délkeleti irányban található Sasso Corbaro vára (korábbi elnevezései: 1506 után Schloss Untenwalden, 1818 után Castello Santa Barbara). Míg a többi erőd a 13-15. század folyamán egyetlen, egymással összekötött védelmi rendszerré nőtt össze, a Sasso Corbaro elszigetelt, minden oldalról nyitott épületegyüttes maradt. A 15. századból származó feljegyzések szerint 1400 körül a Sasso Corbaro magaslatán már volt egy torony, de a 15. század végén – milánói szakértők véleménye szerint – a hely további megerősítésére volt szükség, mivel úgy gondolták, hogy itt lyuk tátong Bellinzona védelmi vonalán, amin keresztül a szövetségesek rablócsapatai be tudnak hatolni a Viscontiak uralma alatt álló területre, annál is inkább, mert a giornicói csata sikere megerősítette a szövetséges csapatokat. 1478-ban kezdődött az építkezés (1482-ig): mindenekelőtt egy masszív tornyot építettek a későbbi épületegyüttes északkeleti csücskében, majd felállították az erődítmény többi részét is. Bár 1479-ben még csak félkész állapotban volt az építmény, már el tudtak szállásolni egy kisebb őrcsapatot. Békeidőben az erőd börtönként szolgált.
A 16-17. század folyamán az épület villámcsapás következtében többször megsérült; 1900 körül a romos épületet a teljes összeomlás veszélye fenyegette. A 20. századi restaurálási munkák rögzítették az építményt, de a munkálatok során sajnos fontos építészettörténeti leletek tűntek el. Az épületegyüttes eredeti állapotára Johann Rudolf Rahn 1899-es jegyzeteiből lehet következtetni.
Főépülete egy 25 méter oldalhosszúságú négyzetet alkot, amelynek északkeleti és délnyugati sarkánál két, különböző nagyságú szögletes torony áll.  A négyzetes erődöt – amelynek falvastagsága a keleti (támadó) oldalon 1,8 méter, a többi oldalon pedig 1 méter – úgy tervezték, hogy minden oldalról védhető legyen. A falon mindenhol lőrésekkel, masikulikkal és fecskefarok oromfogakkal kiegészített gyilokjáró fut.
A főépület bejárata a völgy felőli oldalon található és négyszögletes belső udvarba vezet, amelynek déli és nyugati oldalát belülről a védőfalhoz simuló lakóépület foglalja el. A kétszintes építményen eredetileg egy, a gyilokjáró alatt kezdődő oromtető is volt. A lakrészt kandallóval, konyhával és külső illemhellyel látták el. Az udvar keleti oldalán díszkút és egy nemrégen teljesen felújított kápolna áll.
A terület északkeleti csücskében épült masszív lakótorony (az épületegyüttes első építménye) ma négyszintes, de a torony eredeti magasságáról és a szintek kiépítéséről nincsenek egyértelmű források. Az épületegyüttes legmagasabb pontja a délkeleti oldalon található őrtorony: a megfigyelőhelyről gyönyörű kilátás nyílik az egész városra, a környező településekre, a Magadino-síkságra, a Ticino-folyó torkolatára, a Lago Maggioréra, valamint a Mesolcina és a Riviera völgybejáratára. A központi várépülettől délre és nyugatra melléképületek romjai találhatók, amik valószínűleg egy félbemaradt építkezés nyomai.
Napjainkban a Castello di Sasso Corbaro épületei az Emma Poglia-teremnek (Sala Emma Poglia), valamint vándorkiállításoknak adnak helyet; ezen kívül bormúzeum létrehozását tervezik. Az Emma Poglia-termet a család eredetileg a 17. században készíttette Olivonéban (Bleniotal); a helyiség tipikus 17. század végi főúri terem, ami valószínűleg előszobaként és – a család címerével (sas és ágaskodó oroszlán) díszített, kőből készült tűzhely alapján – melegedőhelyként szolgált. Eredetileg 30 m²-es volt. A teljes terem masszív diófából készült, a mennyezeten található díszek és a szekrények nem látható belső polcait kivéve, amiket fenyőfából ácsoltak. 1944-ben a termbelsőt Ticino kanton megvásárolta a család örököseitől és azt a Castelgrandéba vitték, majd 1989-ben alapos restaurálás után a Sasso Corbaro várba helyezték át.
A helyiségek restaurálása 1963–64-ben Tita Carloni, valamint 1992-2006 között Paola Piffaretti irányítása alatt történt.

## Murata

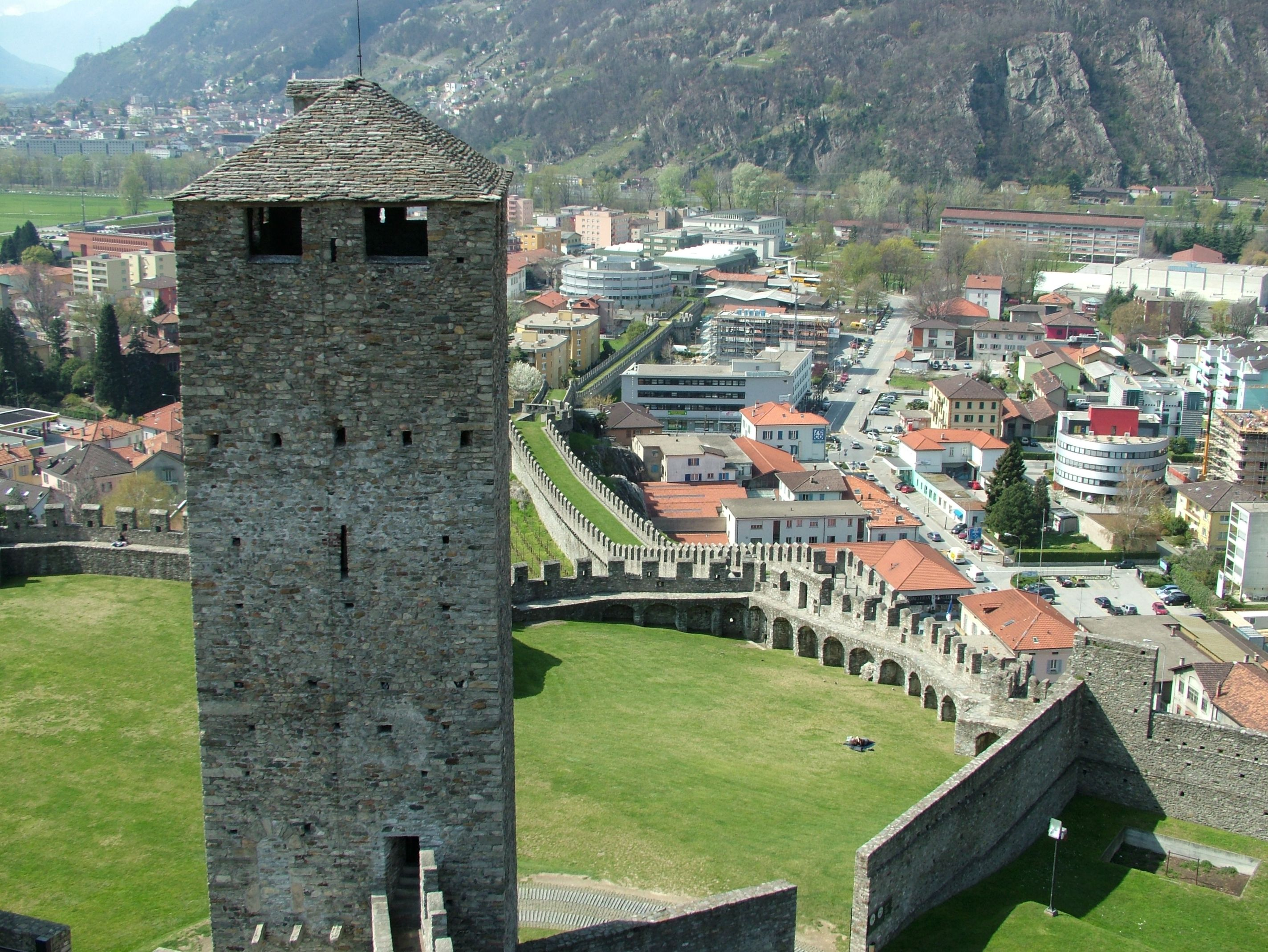
Murata

A Castelgrande nyugati széléhez, egy természetes sziklahát vonalát követve kapcsolódik a Murata, egy erős védőfal, ami egykor a Ticino-folyó jobb partján lévő hegy lábáig ért. A Castelgrandétól nyugatra lévő völgy gátfallal történő lezárásának ötlete és szükségessége valószínűleg a Visconti-család uralkodása idején alakult ki, feltehetőleg az 1422. évi arbedói csata után. Egy 1457-es leírás szerint az akkori első murata falkoronáján 296 oromfog adott védelmet a várvédőknek; a terepadottságok alapján a fal kb. 600 méter hosszú volt, ami arra enged következtetni, hogy a falnak csak a külső, vagyis az ellenséggel szembeni oldalán voltak oromfogak. A 15. században a murata – különösen a Ticino közelében – elég rossz állapotba került. Az 1478. évi giornicói csatában a szövetséges svájci csapatoknak sikerült áttörniük a falat és délről támadni a várost.
1478 után szükségessé vált a bellinzonai erődrendszer teljes felújítása: a régi, megrogyott gátfalakat lebontották és egy újjal helyettesítették (1487–1489). Az új fal egy jól átgondolt, egyhuzamban megépített erődítmény benyomását kelti; jelenlegi állapotán nem látható, hogy a régi fal egyes részeit esetleg  felhasználták volna, de közelebbről megvizsgálva néhány helyen időspóroló, gyors munka nyomai fedezhetők fel. A régi fallal ellentétben az új építményt úgy tervezték, hogy minden oldalról védhető legyen.
Sajnos az idő folyamán a murata jelentős része pusztulásnak indult, a falgát ma egy erősen megcsonkított torzó képét nyújtja, így csak sejthető az erődrendszer átfogó képe. 1515-ben árvíz (buzza di Biasca) sodorta el a murata kb. 150 méteres részét, ezért nem lehet tudni, hogy pontosan hogyan nézett ki az erőd a Ticino környékén. A 19. században tönkrementek a városkapuk; csupán a Castelgrandéba vezető főbejárat maradt meg.